# Франклин, Синтия
Синтия Франклин (англ. Cynthia G. Franklin, род. 1900) — современный американский литературный и культурный критик. Она является профессором кафедры английского языка в Гавайском университете в Маноа.

## Образование и карьера
Франклин получила степень бакалавра искусств в Стэнфордском университете, а также степень магистра и доктора философии в Калифорнийском университете в Беркли.
Франклин преподаёт в Гавайском университете в Маноа.
В своей работе Франклин рассматривает жизнеописания, такие как академические мемуары, в которых исследуется внутренняя работа академической среды в контексте социальных проблем. Будучи соредактором журнала Biography, она формирует дискуссию о биографии как политическом и глобальном жанре.
Работа Франклин «Академические жизни: мемуары, теория культуры и университет сегодня» (Издательство Университета Джорджии, 2009) критикует направления современной культурной теории, включая феминистские, постколониальные, исследования инвалидности и критические расовые исследования, а также тщательно анализирует мемуары, написанные другими критиками, такими как Эдвард Саид и Джейн Томпкинс. Предыдущая книга Франклин «Пишем женские сообщества: политика и поэтика современных многожанровых антологий» (Издательство Висконсинского университета, 1997) посвящена творчеству писательниц-феминисток 70-х и 80-х годов, которые стали пионерами в создании антологий как уникальной формы повествования о жизни женщин.

## Публикации
- Re-Placing America Conversations and Contestations: Selected Essays - Literary Studies - East and West (Contributor) (1993)[8]
- Writing Women's Communities: The Politics and Poetics of Contemporary Multi-Genre Anthologies (University of Wisconsin Press (1997)[9]
- Navigating Islands and Continents Conversations and Contestations in and Around the Pacific: Selected Essays (Contributor) (2000)[10]
- Re-Placing America: Conversations and Contestations (Literary Studies) (Editor) (2000)[9]
- Academic Lives: Memoir, Cultural Theory and the University Today (University of Georgia Press (2009)[9]
- Diary of a Radical Cancer Warrior: Fighting Cancer and Capitalism at the Cellular Level (Introduction) (2011)[9]
- Narrating Humanity: Life Writing and Movement Politics from Palestine to Mauna Kea (2023)[11]